# Lycodes pallidus
Lycodes pallidus es una especie de pez de la familia de los Zoarcidae en el orden de los perciformes.

## Morfología
- Los machos pueden llegar a alcanzar los 26 cm de longitud total.
- Número de vértebras: 90-93.
- Aletas pélvicas pequeñas.[1][2]

## Alimentación
Come bivalvo crustáceos pequeños, poliqueto detritus. 

## Subespecies
- Lycodes pallidus marisalbi ( en el Mar Blanco).[3]

## Hábitat
Es un pez de mar y de Clima polar y demersal que vive entre 19-1.750 m de profundidad.

## Distribución geográfica
Se encuentra en Alaska, el Canadá, Groenlandia, Islandia, Noruega (incluyendo Svalbard) y Rusia.

## Costumbres
Es bentónico

## Observaciones
Es inofensivo para los humanos. 